# Packo
Packo is een bedrijf in de kern De Leeuw in Zedelgem, dat agrarische producten vervaardigt als melkmachines, motormaaimachines, veegwagens en dergelijke. Het is gevestigd aan de Torhoutsesteenweg.

## Geschiedenis
Na de Eerste Wereldoorlog, in 1918, begon Charles Packo aan de Torhoutsesteenweg een smidse die de boeren in de omgeving voorzag van landbouwgereedschappen. Na de Tweede Wereldoorlog begon men ook landbouwmachines te vervaardigen.
In 1956 werd het bedrijf overgenomen door Charles' zoons Roland en Gerard, en later ook François. Het groeide uit tot een internationaal bedrijf dat bekend werd door roestvrijstalen melktanks, melkmachines en productielijnen voor de voedingsmiddelenindustrie.
In 1979 werd Packo Agri opgericht, dat zich bezig ging houden met landbouwmachines en melkveehouderij-apparatuur. In 1981 werd een overeenkomst aangegaan met het Franse Kuhn. In 1989 werden vrijwel alle activiteiten van Packo verkocht, maar Packo Agri bleef in handen van de familie. In 2004 werd ook de melkmachine-afdeling afgestoten. Er werden door Packo Agri enkel nog land- en tuinbouwmachines verkocht, terwijl de machines voor het onderhoud van groenvoorzieningen in Packo Greentech werden ondergebracht. In 2006 werd Packo Agri, met vestigingen in Zedelgem en Ciney, onderdeel van de Nederlandse Reesink-groep.
Packo Inox, die roestvrijstalen producten levert voor de voedingsmiddelen- en farmaceutische industrie, heeft vestigingen in Zedelgem en Diksmuide.
Packo is de naamsponsor van Volleybalclub Packo Zedelgem.